# Kommunalförbund

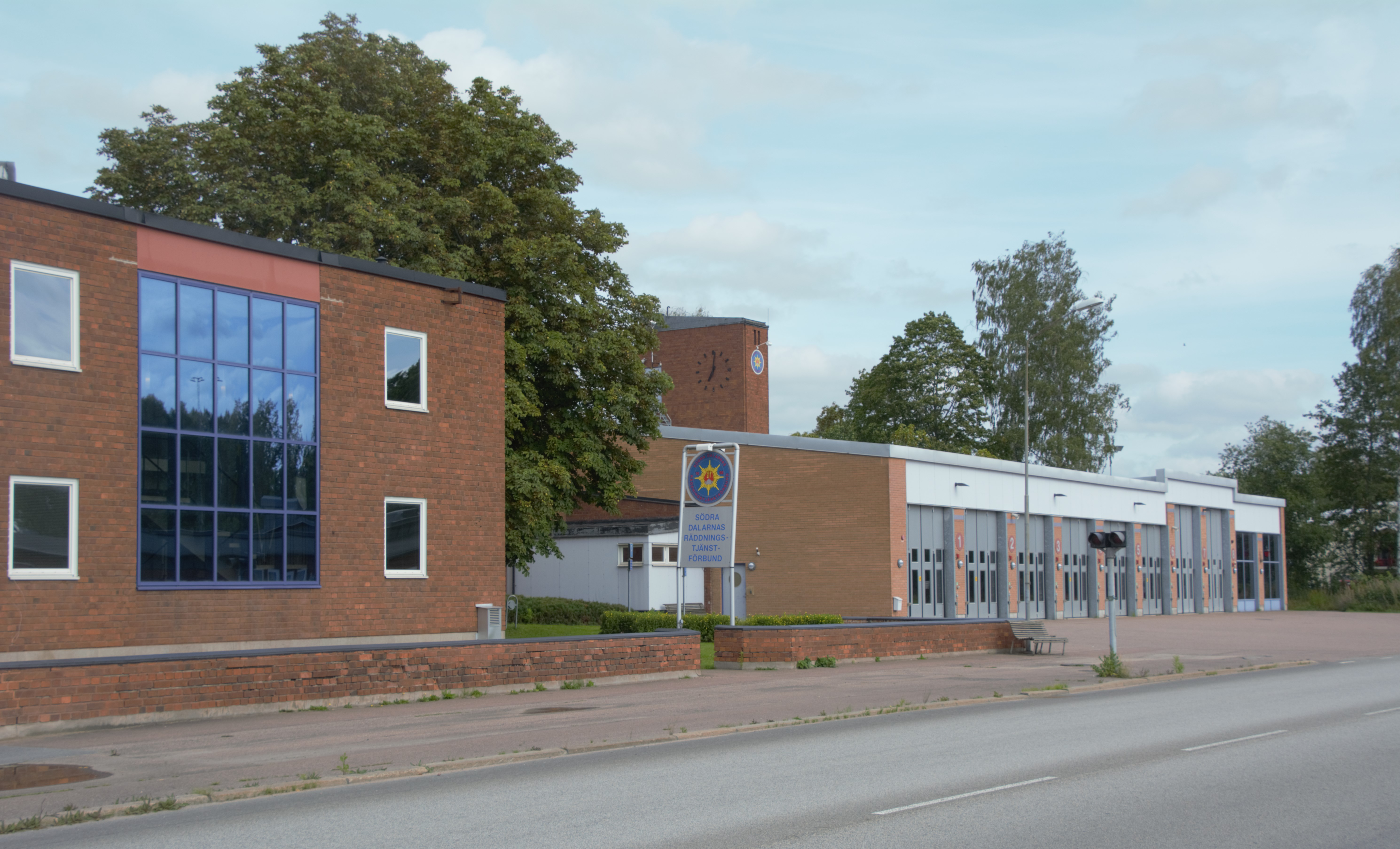
Avesta brandstation, som drivs av Södra Dalarnas Räddningstjänstförbund. Räddningstjänster ordnas regelmässigt i formen kommunalförbund.

Ett kommunalförbund (finlandssvenska: samkommun, samt i Åland kommunalförbund) är en offentligrättslig form för samverkan för kommuner och regioner, som i Sverige är reglerad i kommunallagen (3 kap. 8 §, 9 kap. 1-18 §§). Genom att ingå i ett kommunalförbund överlämnar kommunen eller regionen hantering av specificerade kommunala angelägenheter till ett visst kommunalförbund. 
Ett kommunalförbund anses vara bildat när förbundets medlemmar har antagit förbundsordningen, eller efter detta har skett vid en senare tidpunkt som kan anges i en sådan förbundsordning.
Det finns i Sverige ett nittiotal kommunalförbund, vilka är verksamma inom områden som räddningstjänst, vatten- och avloppshantering,  utbildning och ambulansflyg.
Kommunalförbund förekommer under samma benämning också i det självstyrande landskapet Åland. I övriga Finland kallas institutet samkommun.

## Historik
Kommunalförbund kom till genom lagen den 13 juni 1919 om kommunalförbund som städer, landskommuner, köpingar, municipalsamhällen samt skoldistrikt och fattigvårdssamhällen skulle kunna ansluta sig till för att samarbeta inom frågor så som polisväsende, brandförsvar och fattigvård. Antalet kommunalförbund minskades drastiskt genom kommunreformen 1952: år 1945 utgjorde antalet kommunalförbund 650 stycken medan de den 1 januari 1952 utgjorde endast 145 stycken. Vid det senare datumet avsåg 94 av kommunalförbunden polisväsen, 18 fattigvård, 7 brandväsen och 24 stycken andra förvaltningsgrenar.